# Hôpital d'Hautefort
L'hôpital d'Hautefort (ou hospice d'Hautefort) est situé à Hautefort, dans le département français de la Dordogne. Il est classé monument historique et abrite aujourd'hui un musée de la Médecine.

## Présentation
L'hôpital est construit à partir d'une église en forme de croix. Au centre de la croix une rotonde couverte d'un dôme qui culmine à 35 mètres sous lequel se trouve le maître-autel. De ce dôme partent les quatre branches de la croix. La branche principale orientée vers l'ouest est la nef voûtée de l'église. Les trois autres branches d'égale longueur et à deux niveaux comportent au rez-de-chaussée voûté les salles des malades. À l'étage, les quatre branches avaient aussi des salles des malades. Les salles étaient séparées de la rotonde par une clôture menuisée pratiquée dans le grand arc en pierre donnant sur celle-ci. Cette disposition permettait aux malades de suivre la messe.
À l'extrémité de l'aile construite dans le prolongement de la nef ont été construits perpendiculairement deux bâtiments d'égale longueur situés de part et d'autre.
Des pavillons placés entre les ailes, contre la rotonde, permettaient la circulation entre les différentes salles et abritaient des pièces pour les services.

## Historique

### Acte de fondation
- Le 4 février 1669 est signé l'acte de fondation de l'hôpital devant « notaires gardenotes du Roy au chatellet de Paris » par le marquis Jacques-François d'Hautefort.

Le texte précise les intentions du fondateur : « Voullant autant qu'il lui était possible perpétuer après lui les actions de grâces qu'il doit à Dieu pour tous les bienfaits qu'il en a reçus pendant toute sa vie et ne le pouvant mieux que par la bouche des pauvres qu'il considère en cette rencontre comme ses enfans, ledit seigneur marquis dit et déclarequ'il entend fonder à cet esfet par cs présentes, dans sa terre et marquisat d'Hautefort, un hospital des pauvres, y enfermés au nombre de 33, en l'honneur des trente trois années que le seigneur J.-C. a employé sur la terre à l'ouvrage de nostre rédemption ».
L'acte de fondation indique qu'il « bastit un hospital dans ledit bourg d'Hautefort, en forme de croix, dont l'église quy sera dédiée à la Sainte Trinité en faira la principale partie comme l'appuy et soubstien de tout ce ouvrage » ...
La branche située dans le prolongement de l'église était dédiée au Père Éternel et devait recevoir onze vieillards. L'aile de droite, appelée salle du Verbe divin, devait accueillir onze jeunes garçons. Celle de gauche, salle du Saint-Esprit qui avait rendu féconde la Vierge, recevrait onze femmes.
Des moyens financiers étaient prévus pour assurer le fonctionnement de l'hôpital. L'évêque de Périgueux était proposé pour assurer la surveillance de la gestion et éviter toute malversation.
Six directeurs, d'abord nommés puis élus, étaient prévus pour la direction de l'hôpital. Un ecclésiastique était mentionné pour assurer la direction spirituelle : la messe quotidienne, le catéchisme et l'instruction religieuse des enfants.

### Réalisation
Le marquis d'Hautefort a choisi l'architecte parisien Jacques Maigret pour établir les plans de l'ouvrage.
Le 19 avril 1670, un contrat est passé avec le maître Estienne Nollet pour la réalisation, sous le contrôle de Jacques Maigret.

### Classement
Il est classé au titre des monuments historiques par arrêté du 27 août 1931.

## Galerie

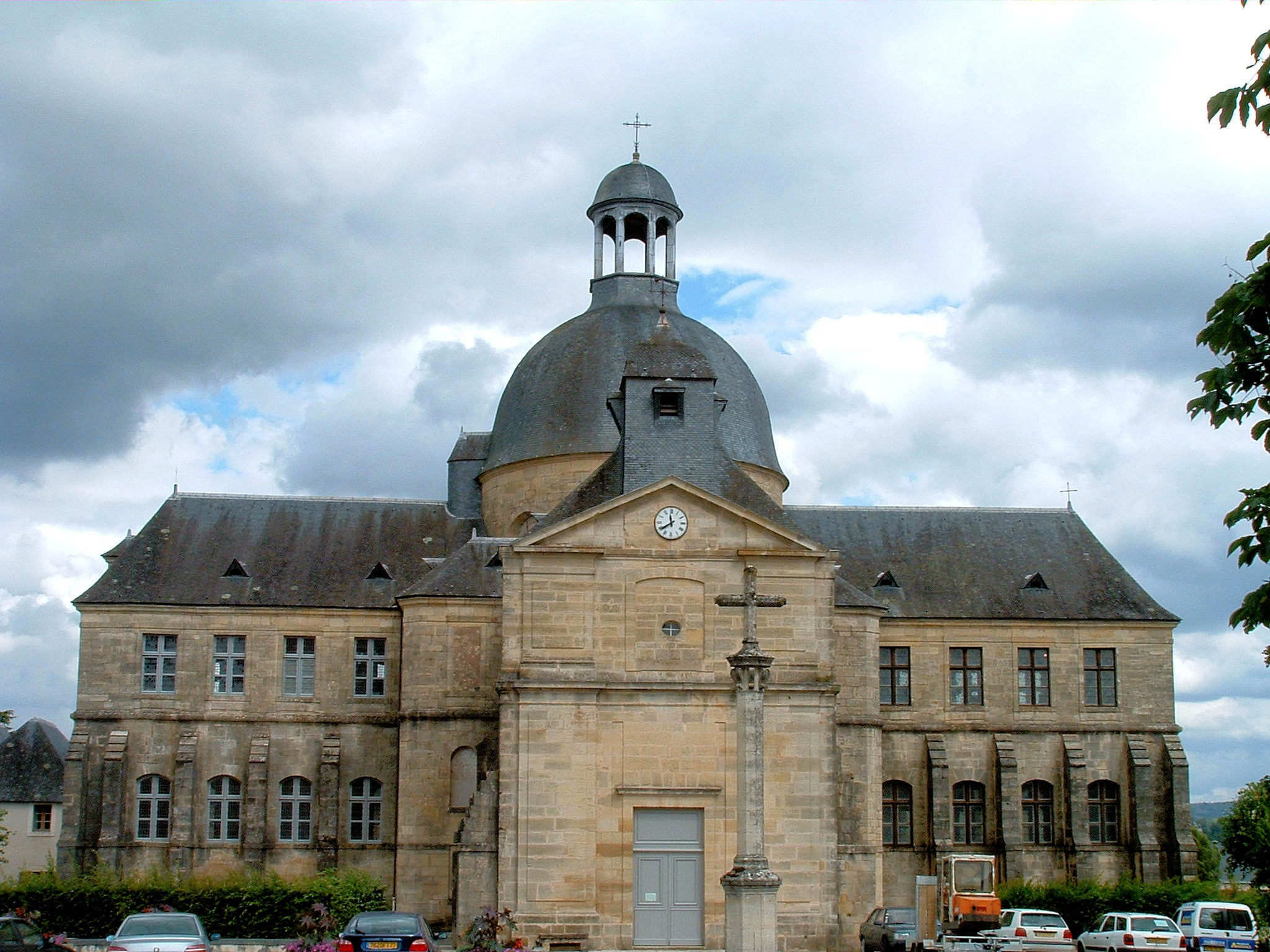
L'hôpital d'Hautefort et la façade ouest de l'église
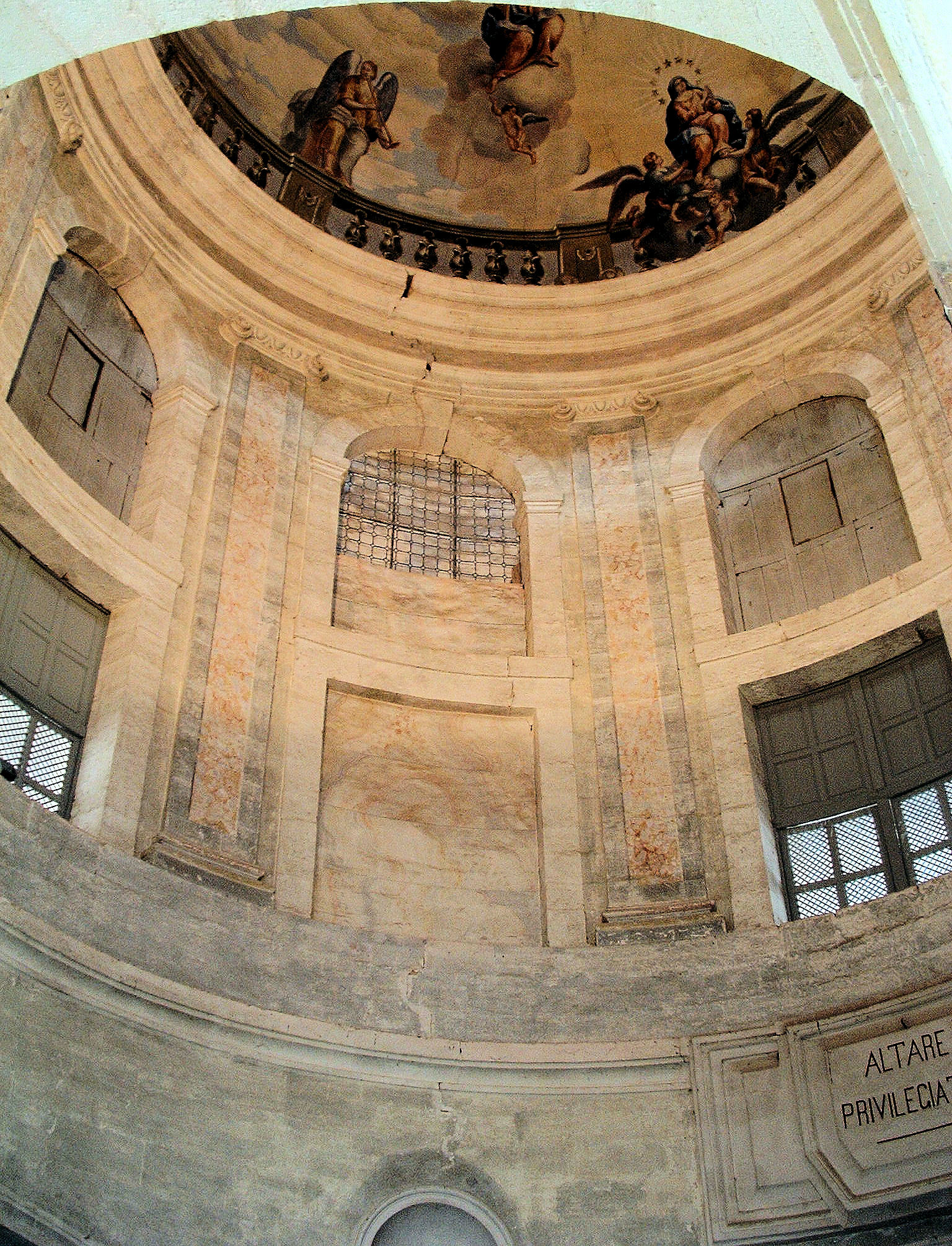
La rotonde et son dôme
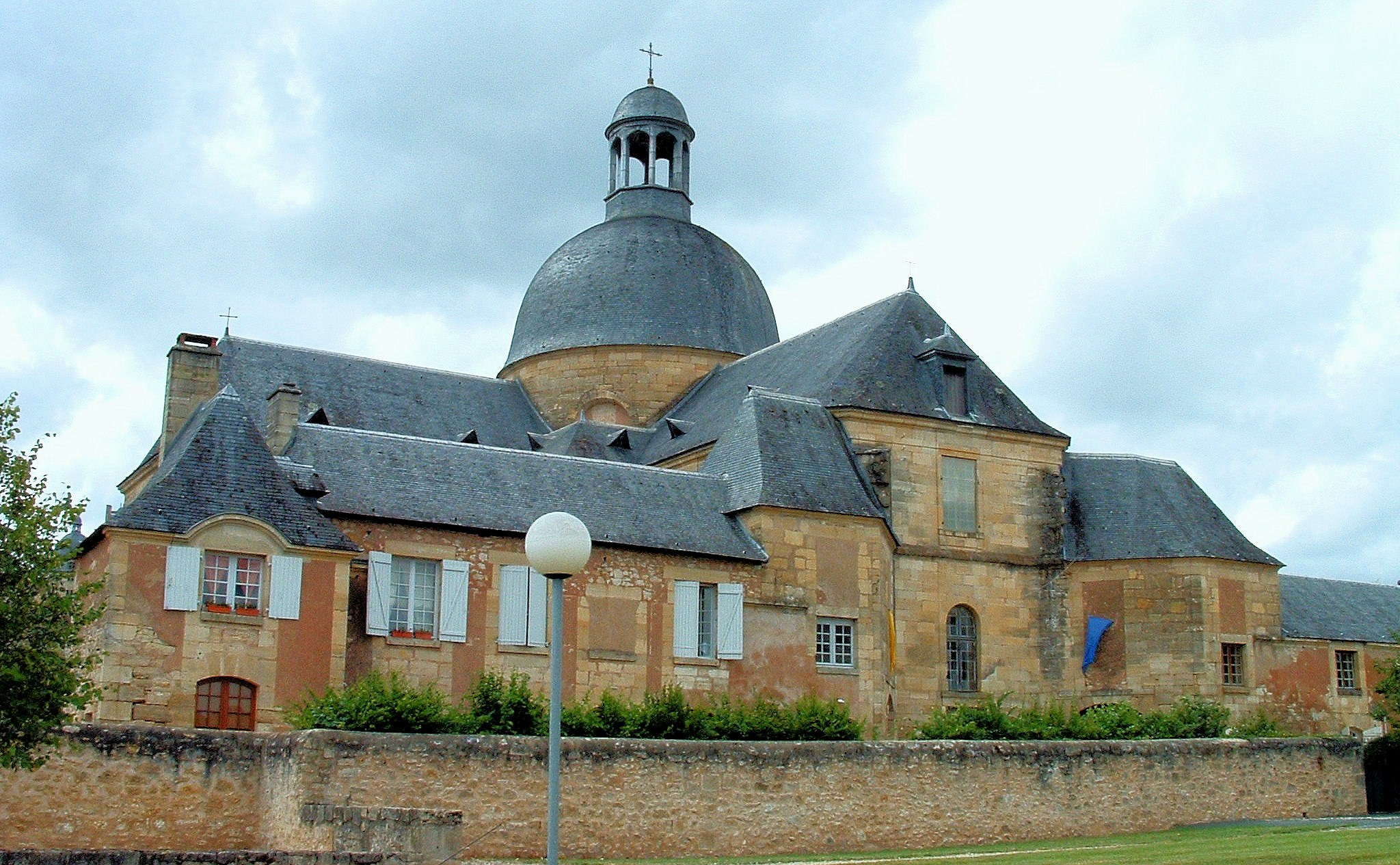
Hôpital d'Hautefort vu de l'arrière
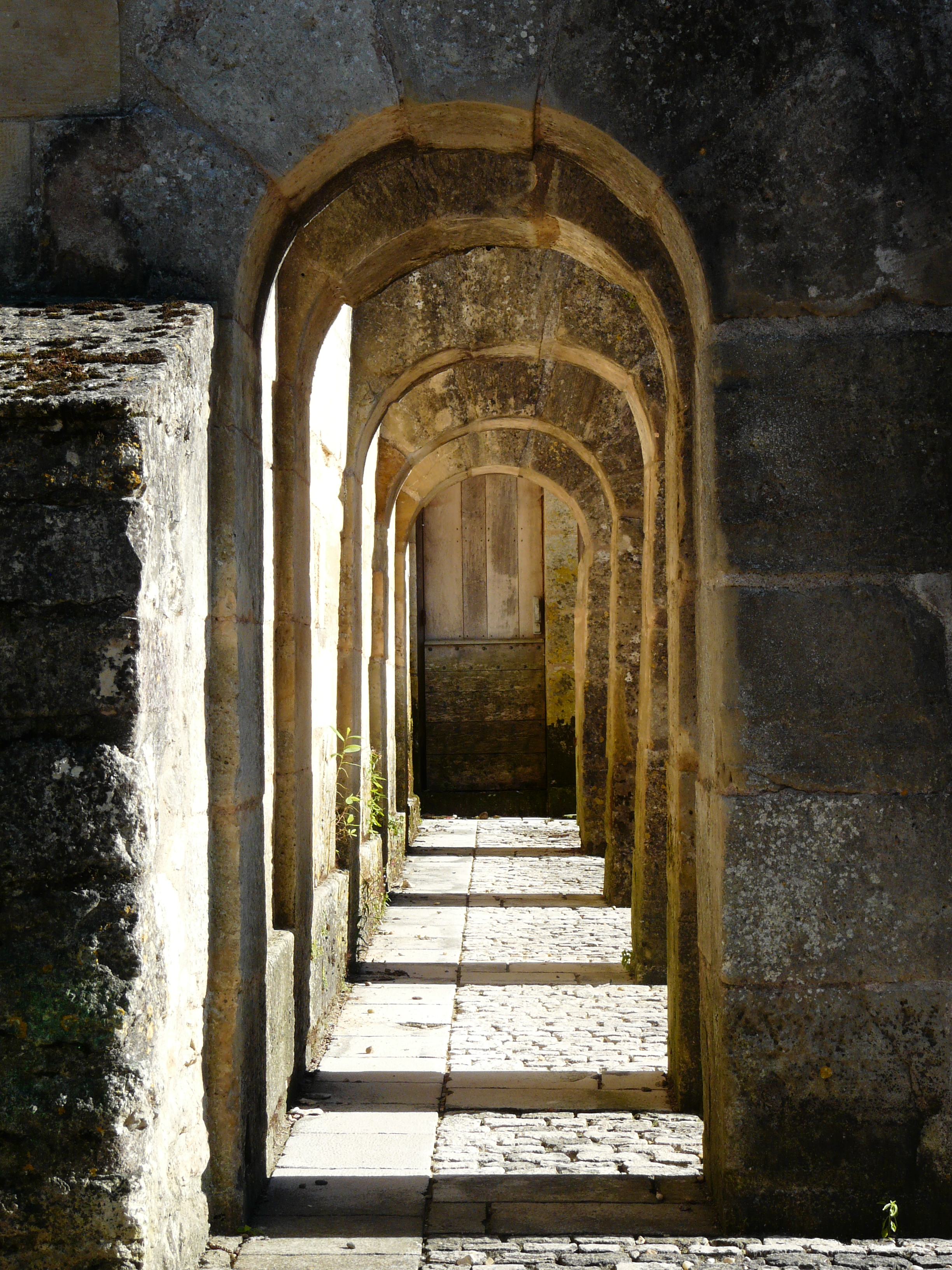
Galerie d'arcades sous les contreforts